# Papegem
Papegem ist ein Weiler der Gemeinde Lede in der belgischen Provinz Ostflandern in der Denderstreek mit einer Fläche von 0,58 km². Der Bach Wellebeek, der durch den Ort fließt, mündet in den Bach Molenbeek. In der Vergangenheit nannte man die Wellebeek „Papegemsche beek“. Papegem grenzt an Teilgemeinden Oordegem, Smetlede und Impe und den Gemeinden Sint-Lievens-Houtem (Teilgemeinde Vlierzele) und Erpe-Mere (Teilgemeinde Erondegem). In Papegem befindet sich die Sint-Macharius Kapelle. Papegem gehört zum Dekanat Herzele-Houtem.

## Geschichte
Die Sint-Macharius Kapelle wurde im Jahre 1890 während einer Typhus-Epidemie errichtet und am 10. Mai 1891 eingeweiht. 1958/1959 baute man eine Notkirche, Macharius wurde Schutzpatron. Vor der Fusion der Gemeinden im Jahr 1977 war Papegem einem Wohngebiet von Vlierzele und hatte keine Straßennamen.
Heute ist Papegem ein Weiler mit etwa 400 Einwohnern. Jedes Jahr gibt es am ersten Wochenende nach dem 8. Mai eine neuntägige Prozession und eine Messe zu Ehren des Heiligen Macharius.

## Lage
|                                      |                          |
| Papegem und seine Grenzteilgemeinden | Lage von Papegem in Lede |

## Sehenswürdigkeiten
- Sint-Machariuskirche
- Sint-Machariuskapelle zu Papegemstraat
- Onze Lieve Vrouwkapelle zu Putbosstraat
- Hof te Papegem, Abteibauernhof, Papegemstraat 95
- Sicht auf Papegem zu Papegemstraat, herausragend ist, dass Papegem wie Weiler Teilgemeindegrenzschilder hat

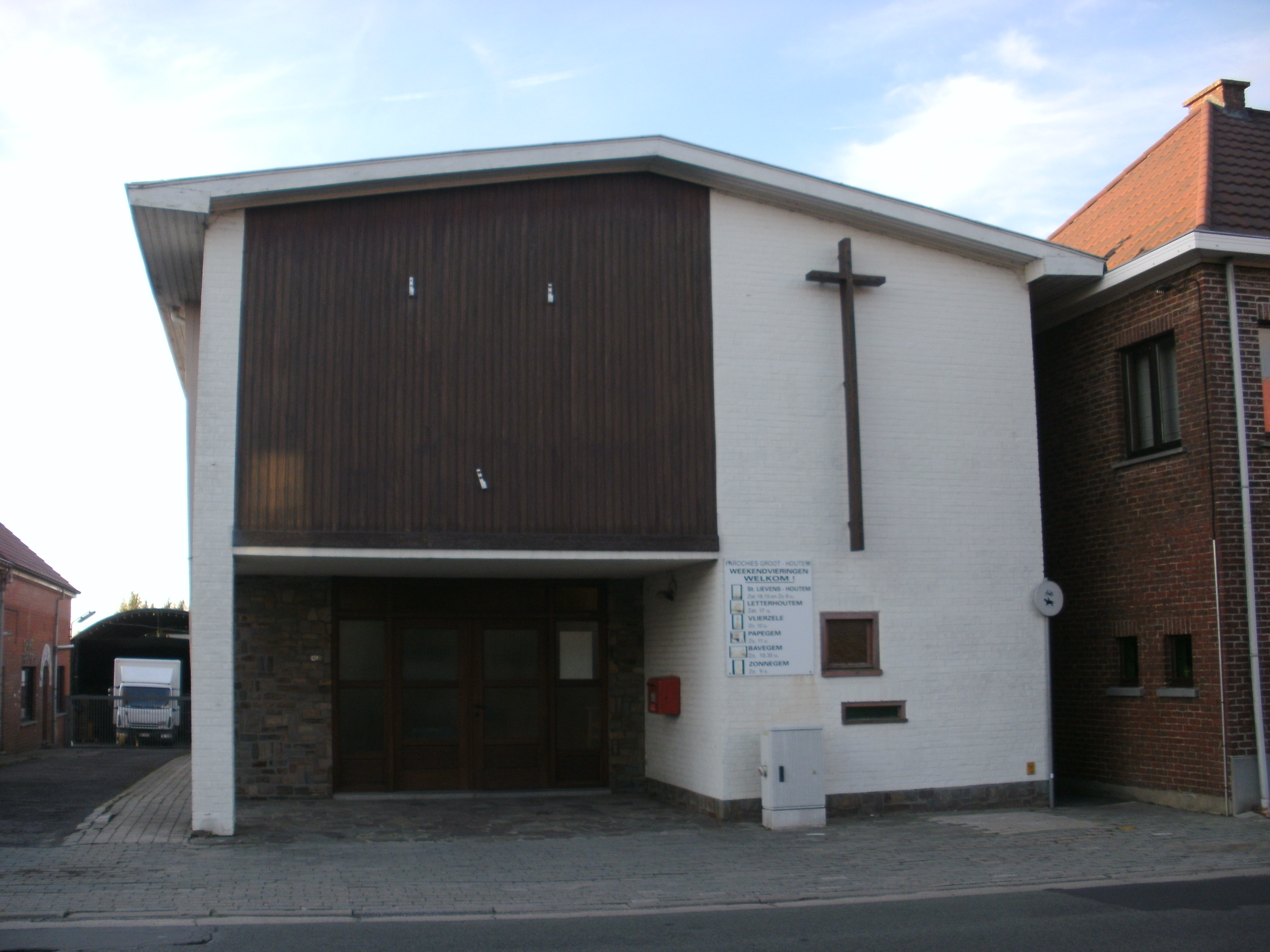
Die Kirche von Papegem
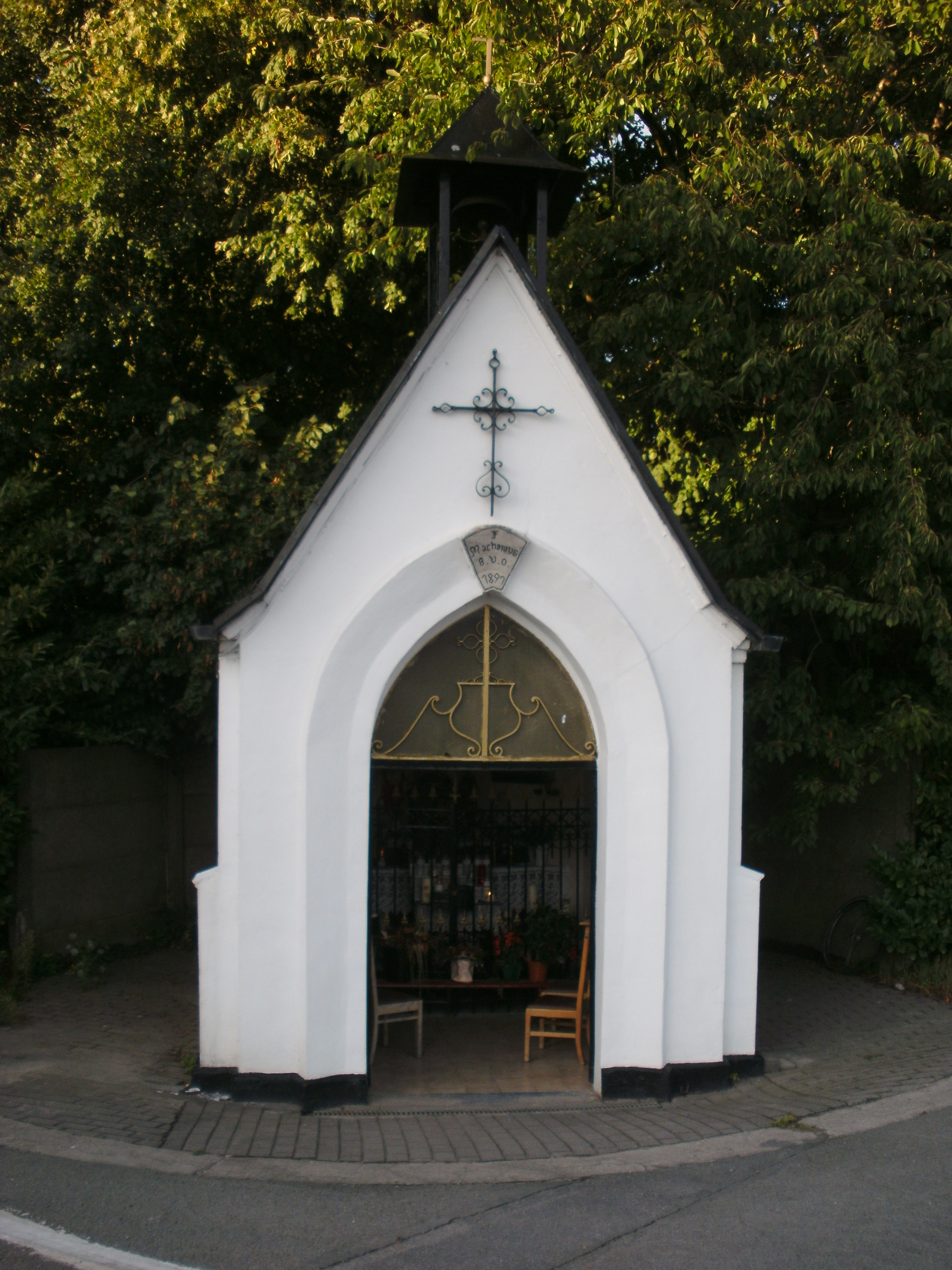
Die Kapelle zu Papegemstraat
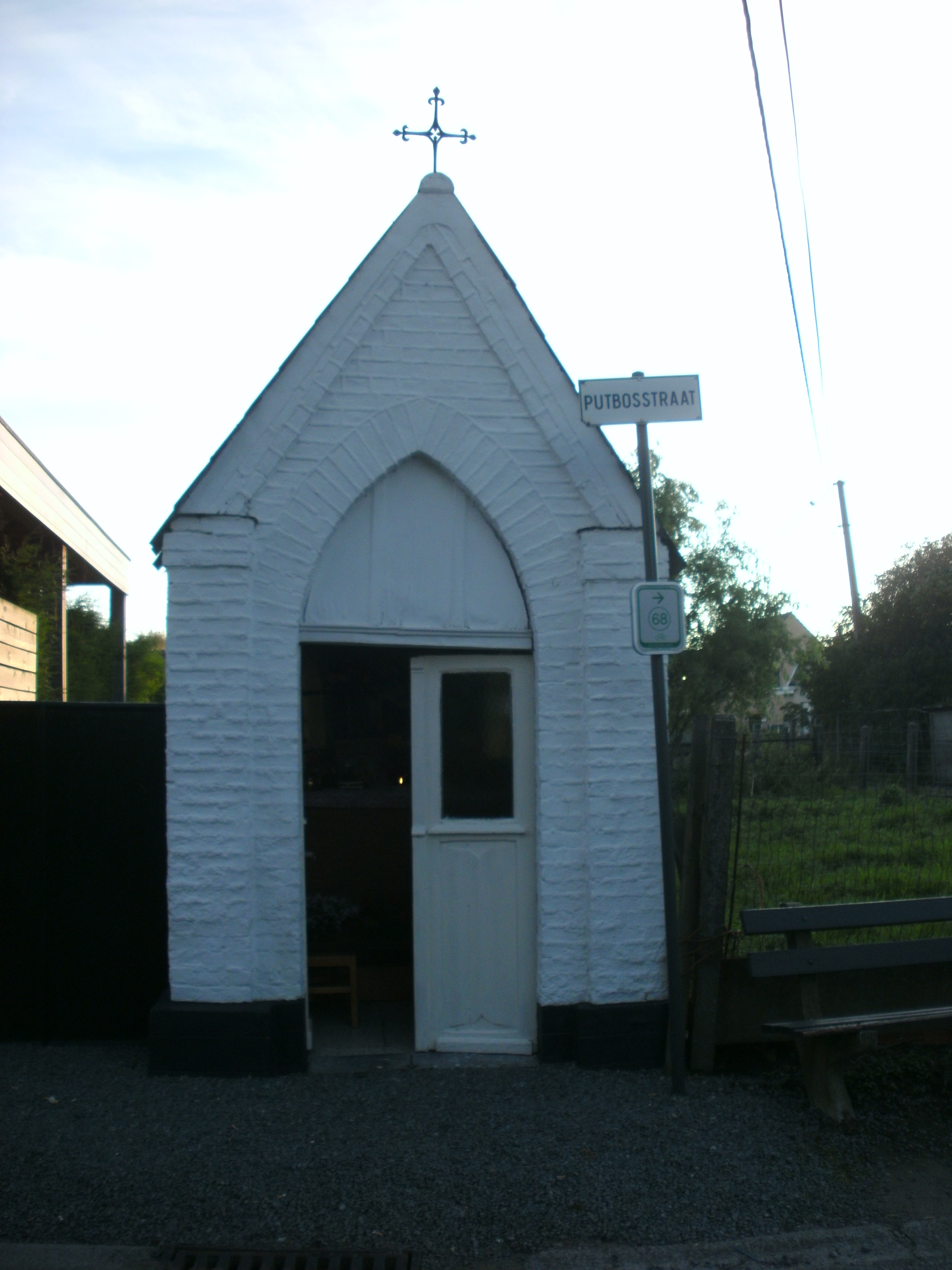
Die Kapelle zu Putbosstraat
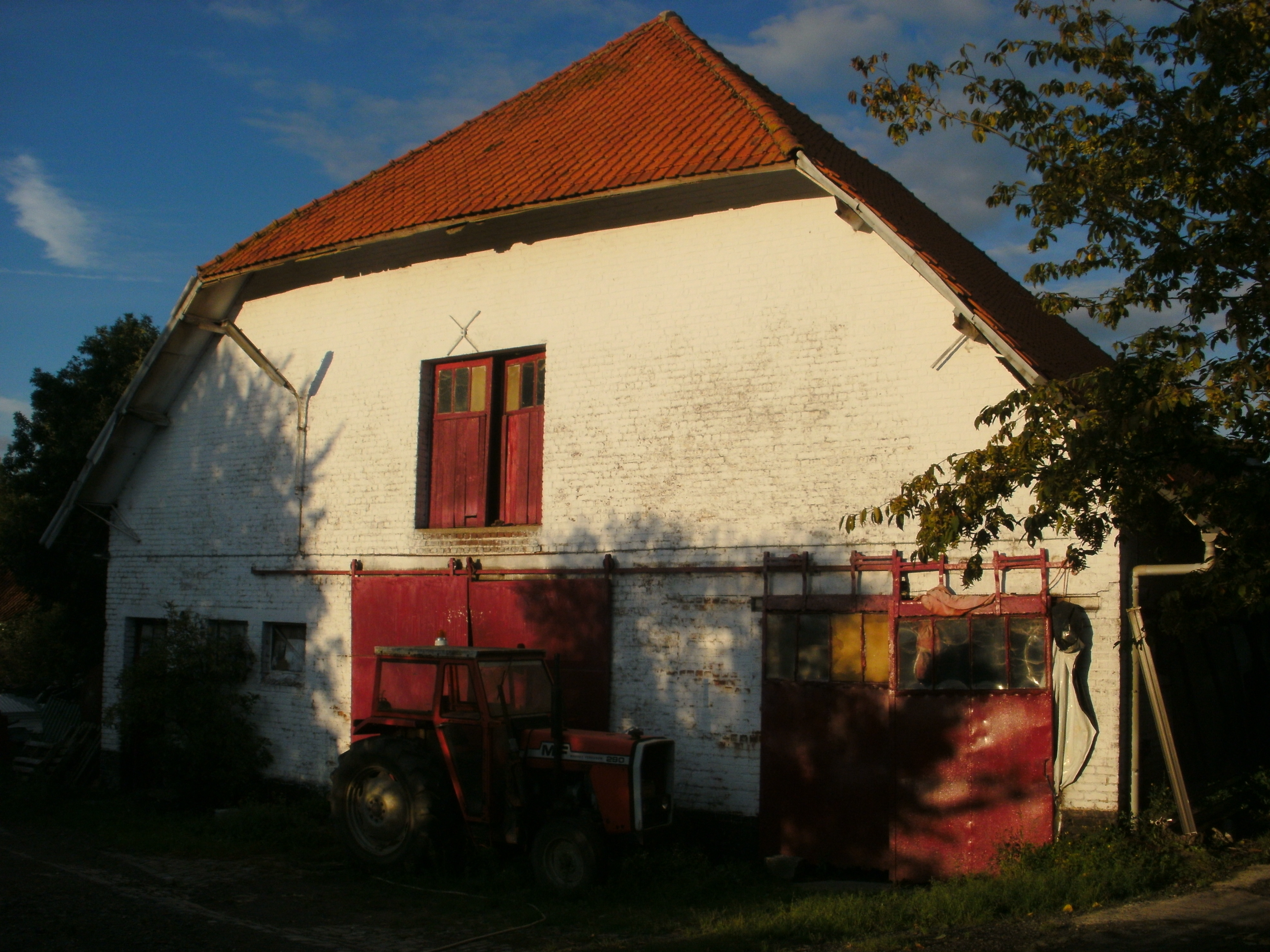
Ein Bauernhof zu Papegemstraat
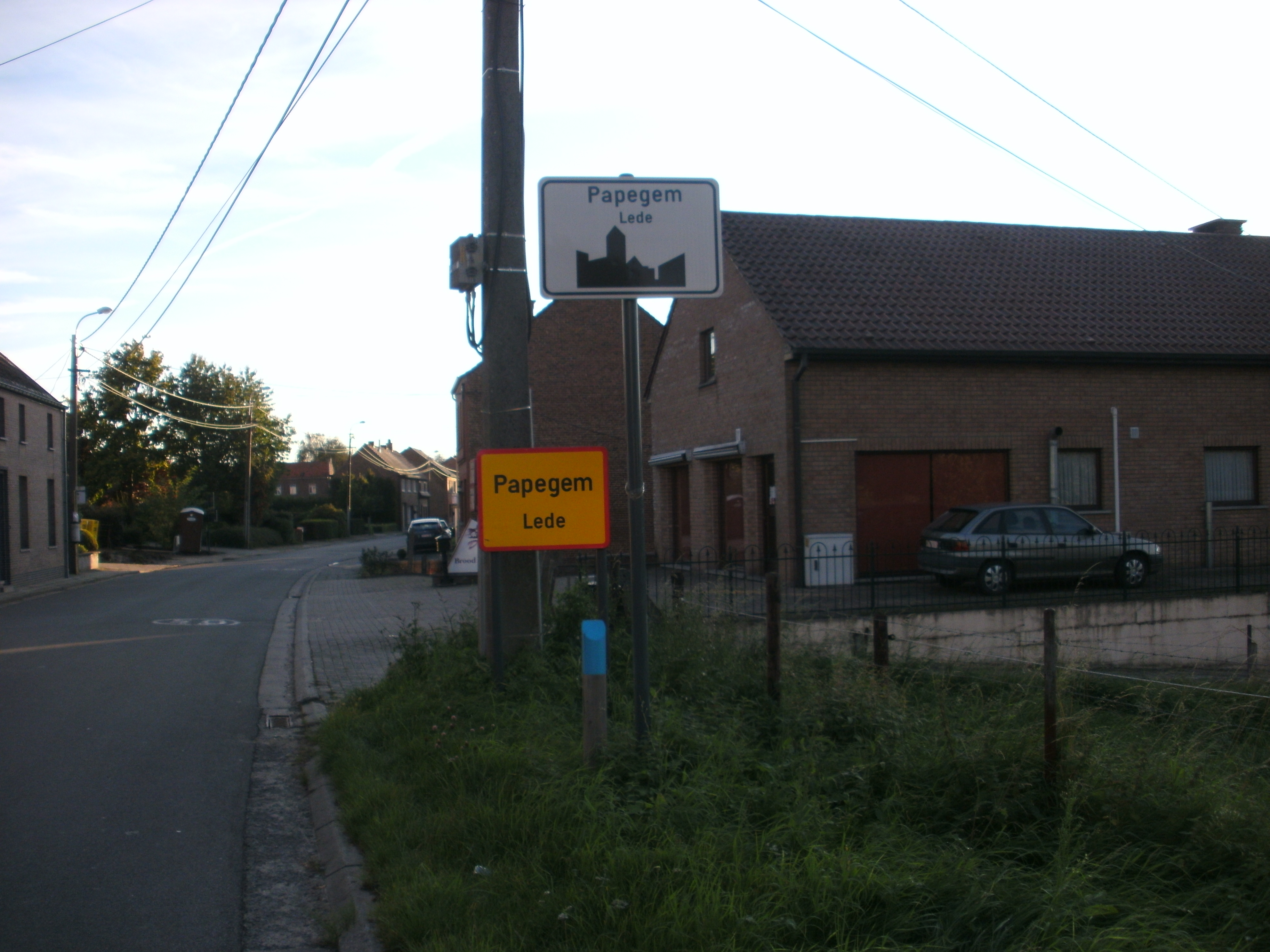
Sicht auf Papegem zu Papegemstraat